# Liliosa de Córdova
Liliosa (m. 27 de julho de 852) foi uma mártir cristã decapitada juntamente com seu marido em Córdova, a capital do Emirado de Córdova. Durante a perseguição desencadeada pelos muçulmanos, ela e seu marido, Félix, não renunciaram à sua fé cristã, continuando a professá-la na prisão. Por conta de sua recusa, foram executados. Dada sua morte pela fé, são reconhecidos como parte dos mártires de Córdova.